# 프랭크 쉴즈

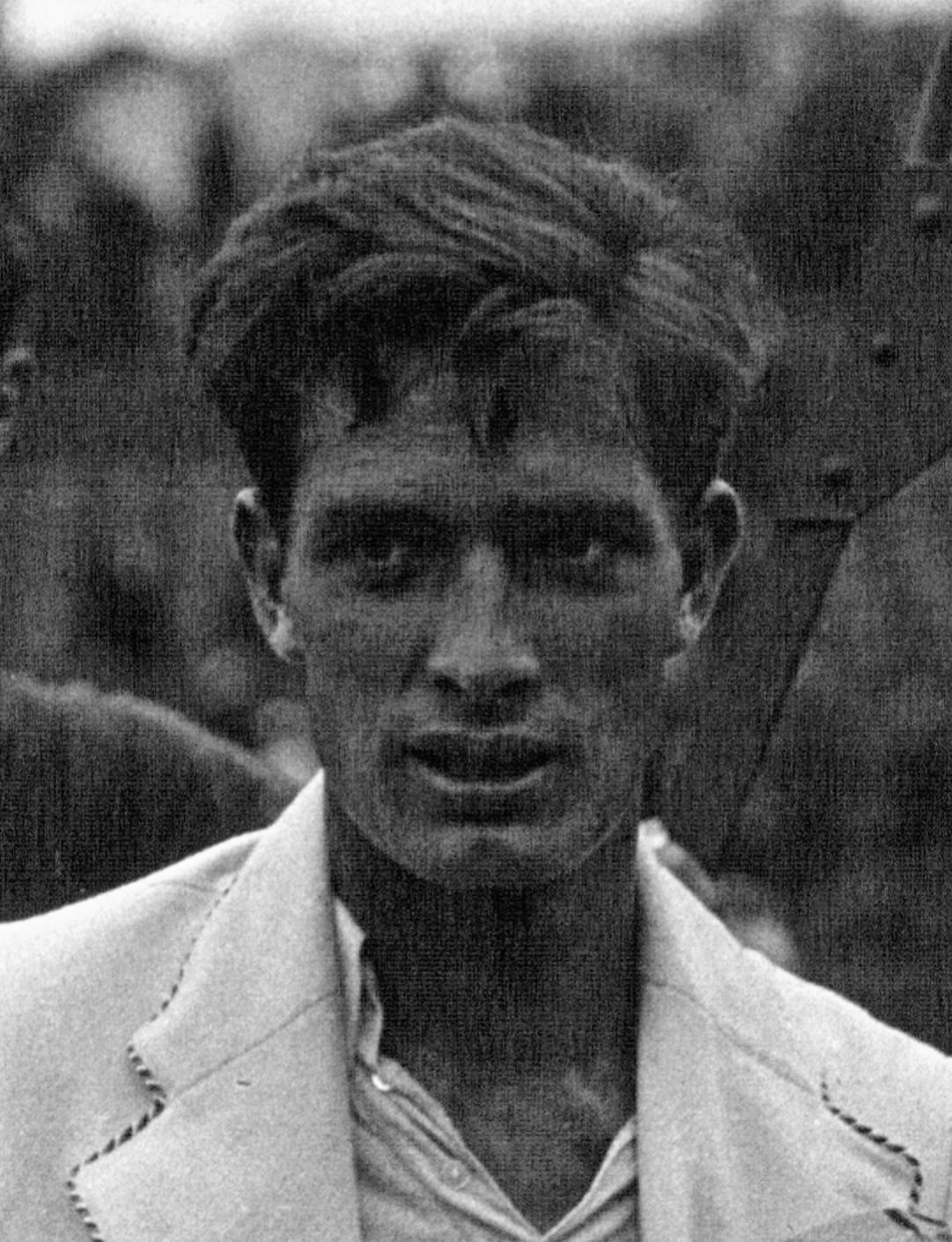

프랭크 쉴즈(Francis Xavier Shields, 1909년 11월 18일 ~ 1975년 8월 19일)는 미국의 배우, 테니스 선수, 영화배우이다.
뉴욕에서 태어났으며 뉴욕에서 사망하였다. 사인은 심근 경색이다.

## 영화
- 위험한 창공 (1990년)
- 나는 살고 싶다 (1983년)
- 더 골드윈 폴리스 (1938년)
- 컴 앤 겟 잇 (1936년)